# Potentilla nervosa
Potentilla nervosa är en rosväxtart som beskrevs av Sergei Vasilievich Juzepczuk. Potentilla nervosa ingår i Fingerörtssläktet som ingår i familjen rosväxter. Inga underarter finns listade i Catalogue of Life.